# Громадник
Громадник (Pseudonigrita) — рід горобцеподібних птахів родини ткачикових (Ploceidae). Представники цього роду мешкають у Східній Африці.

## Види
Виділяють два види:
- Громадник сіроголовий (Pseudonigrita arnaudi)
- Громадник чорноголовий (Pseudonigrita cabanisi)